# Avalancha de Salgar de 2015
La avalancha de Salgar de 2015 hace referencia a un alud acaecido el 18 de mayo de 2015 en la Quebrada la Liboriana en el corregimiento La Margarita y en el área urbana del municipio de Salgar, localizado en la subregión suroeste del departamento de Antioquia, Colombia en el que murieron al menos 104 personas y otras 10 permanecen aún desaparecidas.
El Papa Francisco mando sus condolencias a la tierra de Salgar y oró por la paz de Colombia.

## Desarrollo del suceso
El desbordamiento de la quebrada la Liboriana, dejó desaparecidas a 10 personas y 542 resultaron damnificadas con la furia de la quebrada que arrasó con los hogares de los pobladores, borró casi por completo las calles de un sector de esa población pues arrasó todo  a su paso; puentes, enseres, inmuebles, animales y las personas que dormían en sus hogares.